# Doris Haddock
Doris "Granny D" Haddock (24. januar 1910 – 9. marts 2010) var en amerikansk politiker, og liberal politisk aktivist fra New Hampshire, der opnåede national berømmelse i alderen mellem 88 og 90, da hun gik over 3.200 miles i hele det kontinentale USA.
Hendes gåtur i landet tog mere end et år, og begyndte den 1. januar 1999, i det sydlige Californien og sluttede den 29. februar 2000 i Washington DC. Senere lavede hun navneændring af sit mellemnavn, til "Granny D" hvilket var et navn, som hun havde været kendt under længe, først den 19. august 2004, blev hendes navneændring officielt.
Hendes politikske karriere begyndte i 1960.